# متحف الإمارات للتربة
متحف الإمارات للتربة هو معرض يعرف بالتربة التي تعتبر طبقة السطحية الهشة أو المفتتة التي تغطي سطح الأرض. وتم إفتتاح المتحف في 8 ديسمبر 2016، بدعم من صندوق أبوظبي للتنمية في تحسين التكنولوجيا والمعارض الداخلية والخارجية. استقبل المتحف منذ إطلاقه 3000 زائر من خلفيات مختلفة. يحاول المتحف إشراك زواره من خلال نشر المعرفة ، وورش العمل ، والرحلات الميدانية للطلاب التي شملت الخروج إلى الطبيعة وجمع البيانات حول التربة والمياه والتنوع البيولوجي للتربة بالإضافة إلى الأنشطة العملية والتجارب العلمية والتحليل والمشاريع.
تم إفتتاح المتحف بعد الانتهاء من المرحلة الأولى من مشروع رسم خرائط التربة في دولة الإمارات العربية المتحدة والذي كان مشروعًا مدته 10 سنوات تضمن تحليلًا مكثفًا ودقيقاً للتربة وتم الانتهاء منه بالتعاون مع هيئة البيئة - أبوظبي ووزارة التغير المناخي والبيئة بدولة الإمارات العربية المتحدة (وزارة البيئة ووزارة البيئة الإماراتية). أنتج هذا المشروع خرائط التربة لدولة الإمارات العربية المتحدة ، وكتب مسح التربة في أبو ظبي ، وكتب مسح التربة في الإمارات الشمالية ، ووضع مفاتيح تصنيف التربة في الإمارات العربية المتحدة ، وإضافة مجموعة فرعية جديدة للتربة تسمى أنهيدريت، والتي تم الاعتراف بها رسميًا في عام 2014 في الإصدار المحدث من مفاتيح الولايات المتحدة لتصنيف التربة.

## التمويل
وتشمل الجهات المانحة المؤسسة للمتاحف البنك الإسلامي للتنمية (IsDB) ، ووزارة التغير المناخي والبيئة بدولة الإمارات العربية المتحدة ، وهيئة البيئة - أبوظبي (EAD) ، وصندوق أبوظبي للتنمية ، ومنظمة إكبا.
المتحف مدعوم حاليًا من قبل وزارة الأمن الغذائي في دولة الإمارات العربية المتحدة ، والبنك الإسلامي للتنمية ، والمركز الدولي للزراعة الملحية.

## برامج التعليم
يقدم المتحف رحلات ميدانية لطلاب المدارس الابتدائية والمتوسطة والثانوية. كما ينظم المتحف الأحداث ويستضيف طلاب الجامعات والشركات وأفراد الجمهور في تجارب غامرة مماثلة.

## أهم الفعاليات
يقيم المتحف مجموعة من الفعاليات التي من أهمها:
- المخيمات الشتوية والربيعية للاستدامة
- اليوم العالمي للتنوع البيولوجي
- يوم التربة العالمي
- يوم البيئة العالمي

## خرائط التربة في الإمارات العربية المتحدة
قام المتحف وبالتعاون مع علماء الجيولوجيا بوضع تصنيفات للتربة في الإمارات العربية المتحدة وهي على النحو التالي:
- التربة الصالحة المائية شديدة الملوحة أو شديدة الملوحة (أفق ساليك) في المسطحات الملحية الساحلية والداخلية (السبخات). على الرغم من وجود المياه الجوفية على بعد متر واحد من سطح التربة ، فإن الملوحة العالية تجعل هذه التربة جافة من الناحية الفسيولوجية. القوام في الغالب طيني أو رملي. تعتبر هذه التربية غير مناسبة بشكل دائم للزراعة المروية بسبب المياه الجوفية المالحة القريبة من السطح مع نسبة عالية من الملح (AD 128).
- كالسيجيبس يتراكم كالسيجيبس في كل من كربونات الكالسيوم (CaCO3) وما يعادله (أفق الكالسيوم) والجبس- CaSO4.2H2O (الأفق الجبسي) على بعد متر واحد من سطح التربة. معظم هذه التربة رملية وقليلة الملاءمة للزراعة المروية بسبب احتوائها على نسبة عالية من الجبس (NE023).
- هابلوكالسيدس تحتوي الهابلوكالسيدس على تراكم كربونات الكالسيوم (CaCO3) وما يعادله في حدود متر واحد من سطح التربة (الأفق الكلسي). القوام رملية أو طينية. تمتلك هابلوكالسيدس إمكانات معتدلة للزراعة المروية التي تحدها الطبيعة الرملية للتربة (NE017).
- هابلوكامبيدس لها أفق طيني تحت التربة بهيكل و / أو لون على شكل أفق كامبي. ليس لديهم تراكم كاف من كربونات الكالسيوم ومكافئاتها (CaCO3) أو الجبس (CaSO4.2H2O) ليكون لديهم أفق كلسي أو جبسي. تعتبر الهابلوكامبيدس مناسبة للغاية للزراعة المروية (NE019).
- هابلوجيبسيدس لها تراكم للجبس (CaSO4.2H2O) على بعد متر واحد من سطح التربة (الأفق الجبسي). الهابلوجيبسيدس لها قوام رملي ، لكن القليل منها طفيلية. تتمتع الهابلوجيبسيدس بملاءمة محدودة للزراعة المروية بسبب محتويات الجبس العالية وعمق التربة المحدود (AD112).
- هابلوساليدات شديدة الملوحة أو شديدة الملوحة. تحتوي هابلوساليدات على تركيز الأملاح في حدود 1 متر من سطح التربة (أفق الساليك). الملوحة العالية تجعل هذه التربة جافة من الناحية الفسيولوجية. القوام في الغالب طيني أو رملي. تعتبر هابلوساليدات غير صالحة بشكل دائم للزراعة المروية بسبب نسبة الملح العالية (146 م).
- بتروكالسيد تمتلك البتروكالسيدات أفقًا تحت التربة في حدود متر واحد من سطح التربة التي تراكمت كثيرًا من كربونات الكالسيوم بمرور الوقت حتى أصبحت متماسكة (الأفق الصخري) ، وتشكل طبقة صلبة. معظم هذه التربة لها قوام رملي. تتمتع البتروكالسيدات بملاءمة محدودة للزراعة المروية بسبب عمق الطبقة القاسية (106 ميلادي).
- البتروجبس تمتلك البتروجبسأفقًا تحت التربة على بعد متر واحد من سطح التربة الذي تراكم الكثير من الجبس بمرور الوقت حتى أصبح متماسكًا (الأفق الصخري) ، مشكلاً مساحة صلبة. معظم نباتات الجبس الصخري ذات قوام رملي ، لكن القليل منها ذو ملمس طيني. تمتلك نباتات الجبس الصخري إمكانات قليلة للزراعة المروية بسبب عمق التربة المحدود في محتوى التربة الصلبة وجبس التربة (AD124).
- توريورثنتس يحتوي توريورثنتس على أكثر من 35 ٪ من حيث الحجم ، والمطارق (مراوح الطمي والسهول المجاورة للجبال والأودية) في جميع أنحاء الملف الشخصي. غالبًا ما تكون رملية وطفلية في الملمس. تمتلك توريورثنتس على ملاءمة محدودة للزراعة المروية بسبب محتوى الحصى في التربة (105 م).

## فوق وتحت الارض
المتحف مرفق فريد من نوعه في منطقة الخليج يوفر فرصة للزوار للتعرف على قصة التربة. ما نراه فوق الأرض ليس سوى جزء بسيط من تلك القصة: نرى المباني ، ولكن ليس الأساسات ، نرى جمال المناظر الطبيعية مع مجموعة متنوعة من النباتات ، ولكن ليس كيف يتم توزيع الجذور في التربة لدعم تلك النباتات عن طريق توفير المياه والمغذيات من باطن الأرض. يحتوي المتحف على معروضات خارجية وداخلية تسمح للزوار بالانغماس في عالم التربة.
خارج المتحف ، تشتمل المناظر الطبيعية المصممة خصيصًا على مجموعة متنوعة من النباتات والصخور الصحراوية الموجودة في الإمارات العربية المتحدة. يتعرض الزوار لتنوع النباتات التي تتكيف مع مناخ دولة الإمارات العربية المتحدة بالإضافة إلى ميزاتها وفوائدها. يمكن لزوار المتحف أيضًا الاستمتاع بالسير على طول المسارات بين المساحات الخضراء أو الاسترخاء تحت الظل في مناطق جلوس مستوحاة من المجلس مع إطلالة. داخل المتحف ، يتم تجميع المعروضات في موضوعات تكشف معلومات التربة وتقدمها في موضوعات ذات صلة بالزوار مثل تغير المناخ والأمن الغذائي. يتم عرض الأحجار المتراصة من جميع أنواع التربة الموجودة في دولة الإمارات العربية المتحدة جنبًا إلى جنب مع نماذج بالحجم الطبيعي للحشرات والخنافس ، والأدوات المستخدمة بشكل شائع لمراقبة العمليات تحت الأرض ، والمعدات الحديثة المتخصصة لتقييم جودة التربة والمياه. بالإضافة إلى الشاشات ، يوجد محاكيان تفاعليان لتكوين الكثبان الرملية وتسرّب المياه في أنواع التربة المختلفة.
يتم تزويد الزائرين بأجهزة أيباد المزودة بخاصية الواقع المعزز التي تأخذهم في جولة تاريخية وعلمية ، وتوفر معلومات حول مجموعة واسعة من معروضات المتاحف. يحب الزوار من جميع الأعمار ، وخاصة الأطفال ، التعرف على عالم التربة المذهل عبر تطبيق الواقع المعزز هذا المصمم خصيصًا. كما تم تجهيز المتحف بمكتبة من مصادر معلومات التربة وأجهزة كمبيوتر مع إمكانية الوصول إلى الخرائط الجغرافية المكانية لبيئة الإمارات العربية المتحدة التي توفر بيانات بصرية إضافية.